# Schlemaïta
La schlemaïta és un mineral de la classe dels sulfurs. Rep el seu nom pel seu municipi, en el districte Schlema-Hartenstein (mina de Niederschlema-Alberoda), a les Muntanyes Metal·líferes de Saxònia (Alemanya).

## Característiques
La schlemaïta és un sulfur de fórmula química (Cu,◻)₆(Pb,Bi)Se₄. Cristal·litza en el sistema monoclínic. La seva duresa a l'escala de Mohs és 3.
Segons la classificació de Nickel-Strunz, la schlemaïta pertany a «2.BE: Sulfurs metàl·lics, M:S > 1:1 (principalment 2:1), amb Pb (Bi)» juntament amb els següents minerals: betekhtinita, furutobeïta, rodoplumsita, shandita, parkerita i pašavaïta.

## Formació i jaciments
Se n'han trobat jaciments a la mina de Niederschlema-Alberoda del districte Schlema-Hartenstein, Erzgebirge, Saxònia, Alemanya.